# Jacob Gens
Jacob Gens (parfois orthographié Yakov Gens), né le 1er avril 1903 à Ilgviečiai et mort le 14 septembre 1943 à Vilnius, est le chef du gouvernement juif du ghetto de Vilnius.

## Biographie
Originaire d'une famille de commerçants, il rejoint l'armée lituanienne peu après l'indépendance de la Lituanie, devenant capitaine tout en obtenant un diplôme universitaire en droit et en économie. Il épouse une non-juive et occupe plusieurs emplois, notamment en tant qu'enseignant, comptable et administrateur.
Lorsque l'Allemagne nazie envahit la Lituanie, Gens dirige l'hôpital juif de Vilnius avant la formation du ghetto en septembre 1941. Il est nommé chef de la police du ghetto et en juillet 1942, les Allemands le nomment chef du gouvernement juif du ghetto. Il essaye d'obtenir de meilleures conditions de vie dans le ghetto et pense qu'il est possible de sauver des Juifs en travaillant pour les Allemands. Gens et ses policiers aident les Allemands à rassembler les Juifs pour les expulser et les exécuter à Ponary en octobre-décembre 1941 et à liquider plusieurs petits ghettos de la fin 1942 à début 1943. Sa politique, y compris la tentative de sauver des Juifs  en acceptant d'en sacrifier d'autres comme Yitzhak Wittenberg, continuent d'être un sujet de débat et de controverse.
Gens est abattu par la Gestapo le 14 septembre 1943, peu de temps avant la liquidation du ghetto où la plupart des résidents sont envoyés dans des camps de travaux forcés ou en camp d'extermination. Sa femme et sa fille échappent à la Gestapo et survivent à la guerre.